# Staroengleski jezik
Staroengleski jezik ili anglosaski jezik je povijesni indoeuropski jezik koji se između 450. – 1100. godine govorio na području današnje Velike Britanije. Materinski govornici su vlastiti jezik nazivali Ænglisċ, Anglisċ, Englisċ.
Imao je nekoliko dijalekata: zapadnosaski, južni staroengleski, northumbrijski, kentski, anglijski i mercijski. Ono što nam je ostalo u pisanim dokumentima predstavlja sačuvanu baštinu anglosaskog jezika. Prvih stoljeća ga se pisalo anglosaskim runama (ang. futhorc ili fuþorc), a poslije ga se pisalo staroengleskom latinicom.
Mercijski dijalekt predak je suvremenog engleskog jezika.
Anglosaski jezik je rani oblik engleskog jezika. Njime su pisali i govori Anglosasi i njihovi potomci u krajevima koji danas čine Englesku osim krajnjeg jugozapada i sjeverozapada, jugoistočnu Škotsku (jugoistočno od Fortha) te istočnim rubovima Walesa.
Pripada u skupinu zapadnogermanskih jezika. Blizak je srodnik starofrizijskog jezika.

## Sklonidba i sprezanje
Bio je fleksivan jezik. Imenice su se sklanjale i glagoli su se sprezali u pet padeža: nominativu, akuzativu, genitivu, dativu i instrumentalu, s time da je potonji bio rijedak, a javljao se samo u jednini muškog i srednjeg roda a lako ga se moglo zamijeniti dativom. Imao je tri broja: jedninu, množinu i dvojinu (samo za 1. i 2. osobu, kad se govorilo o dvjema osobama). Dvojina je postojala za dva objekta, no samo za osobne zamjenice. Postojao je rod za sve imenice, uključujući i za nežive stvari. Tako je primjerice sēo sunne (Sunce) bilo ženskog roda, dok je se wikt:mōna (Mjesec) bio muškog roda, dok je þat wīf (supruga, žena) bila srednjeg roda (usporedi suvremeni njemački die Sonne, der Mond i das Weib). Pridjevi, zamjenice i ponekad participi su se slagali s imenicom koja im je prethodila u rodu, broju i padežu. Svršeni glagoli se se slagali sa subjektom u osobi i broju.
Na staroengleski je jezik od 9. stoljeća snažno utjecao staronordijski jezik, jezik iz skupine sjevernogermanskih jezika.

## Vanjske poveznice
- The Old English Language
- Wikipedija na staroengleskom jeziku